# Collège réuni
Le Collège réuni est l’organe qui exerce le pouvoir exécutif de la Commission communautaire commune de la Région bruxelloise. Il est compétent pour les matières bicommunautaires et pour les attributions des groupes linguistiques. Il fait aussi office d’organe de concertation et de coordination entre la communauté flamande et la communauté française de la Région bruxelloise.

## Histoire
Le 8 août 1988,  la création d’une loi spéciale conjuguée à la réforme d’articles de la constitution ont considérablement augmenté les compétences des communautés et des régions. À partir de cette date, ces dernières ont été investies de compétences propres dans le domaine de la passation d’accords, de conventions et de traités internationaux. Cette augmentation des compétences des communautés et régions provoqua des changements dans la composition du gouvernement et des pouvoirs exécutifs.
Cette réforme de 1988 en a entraîné une autre, le 12 janvier 1989, qui a permis de réglementer le contentieux institutionnel Bruxellois. De cette réforme, 5 entités de personnalité juridique sont nées : la Région, l’Agglomération, la Commission communautaire française et la Commission communautaire flamande, et la Commission communautaire commune. 
Cette dernière, la Commission communautaire commune (aussi connue sous  l’acronyme COCOM) a été créée en vue d’exercer des compétences communautaires sur le territoire de la région de Bruxelles-Capitale. La Cocom est composée de tous les élus du Conseil régional bruxellois.
Adressée aux institutions bruxelloises chargées des matières appelées « bipersonnalisables », matières qui concernent la santé et l’aide aux personnes, la COCOM peut définir ses propres normes législatives dans le but de justement régler ces matières en question. 
Depuis 1989, chaque institution bruxelloise est composée d’un organe législatif, d’un organe exécutif ainsi que d’une administration. C’est donc aussi le cas de la COCOM, dont l’organe exécutif est le collège réuni.

## Fonctionnement et compétences
Le Collège réuni exerce le pouvoir exécutif de la Commission communautaire commune de la Région bruxelloise. Il est présidé par le ministre-président du gouvernement de la région de Bruxelles-Capitale. Cet organe qui délibère collégialement est compétent pour les matières bicommunautaires et pour les attributions des groupes linguistiques. Il fait aussi office d’organe de concertation et de coordination entre la communauté flamande et la communauté française de la Région bruxelloise.

## Composition
La composition du collège réuni peut se voir en 3 parties : 
- Quatre membres, les quatre ministres du Gouvernement de la Région de Bruxelles-Capitale, parmi lesquels deux appartenant au groupe linguistique français et deux au groupe linguistique néerlandais. Ceux-ci ont une voix délibérative[8].
- Deux membres, un bruxellois du Gouvernement de la Communauté française, et un bruxellois du Gouvernement flamand, tous les deux désignés par leurs Exécutifs. Ceux-ci ont une voix consultative[9].
- Un membre, le Président du Gouvernement de la Région de Bruxelles-Capitale, il préside le Collège Réuni. Celui-ci dispose d’une voix consultative[7].